# Epiktet
Epiktet (starogrško Ἐπίκτητος), starogrški filozof, predstavnik stoicizma, * 55, Hijerapol, Frigija, † 136, Nikopol, Epir.
Epiktet je učil, da filozofija ni zgolj teoretična veda, temveč način življenja. Verjel je, da vse zunanje dogodke usmerja usoda in so izven dosega naše moči; vse kar se nam zgodi moramo sprejeti mirno in brezčutno. Posameznik pa je sam odgovoren za svoja dejanja, ki jih lahko analizira in usmerja le, če ima veliko samodiscipline.

## Življenje
Epiktet se je rodil leta 55 v Hijerapolu v Frigiji (današnja JZ Anatolija, blizu geološke znamenitosti Pamukkale). Ker se je rodil kot suženj, je ime, ki so mu ga dali starši oziroma gospodarji, neznano. Njegovo ime Epiktet v grščini pomeni pridobiti. Svojo mladost je preživel v Rimu kot suženj, dokler ga niso osvobodili. Služil je Epafroditu, ki je bil tajnik cesarja Nerona. Zanimala ga je filozofija in po dovoljenju njegovega lastnika Epafrodita se je učil pod vodstvom Musonija Rufa. Imel je poškodovano nogo, a ni popolnoma jasno, kako je do tega prišlo. Nekateri filozofi tedanjega časa trdijo, da mu jo je gospodar namerno zlomil, drugi pa trdijo, da je bil s pohabljeno nogo rojen.
Svobodo je dobil po Nerovi smrti, ki je sicer pogubila njegovega gospodarja, in takrat je začel učiti filozofijo v Rimu. Po izgonu vseh filozof iz Rima leta 93 se je preselil v Nikopol v Epiru, kjer je ustanovil šolo filozofije. Njegov najslavnejši učenec Arijan naj bi po Epiktetova predavanja strnil v Razprave. Arijan ga je opisal kot močnega in sposobnega govorca, ki je lahko poslušalce prepričal, da so mislili tako kot je on hotel. Veliko vplivnih oseb se je tedaj želelo z njim pogovarjat in tudi cesar Hadrijan naj bi mu bil nakolnjen.
Živel je preprosto življenje z malo imetja. Večino dolgega življenja je preživel sam brez ženske družbe, a v starosti je posvojil prijateljevega otroka, ki bi brez njegove skrbi umrl. Za njega je skrbel s pomočjo ženske, čeprav se z njo nikoli ni poročil.

## Delo
Epiktet je predstavnik stoicizma, natančneje pozne stoe, helenistične filozofije, ki je nastala v zgodnjem 3. stoletju pr. n. št.. Glavni cilj stoicizma je vodenje človeka k zadovoljstvu, ki ga dosežemo z vrlino (grško: Ἀρετή, areté). Ta obsega štiri glavne lastnosti: modrost, pogum, samoobvladovanje in pravičnost. S tem postane človek samozadosten in odporen pred trpljenjem in nesrečo. Epiktetova filozofija izhaja prav iz teh idej in na splošno nematerialnega, saj je bil kljub revščini skozi vse življenje notranje duhovno samozadosten. Iz tega sledi, da suženjstvo telesa po njegovem ni in ne more biti ovira svobodi duše. Od vseh stoikov se je prav Epiktet najbolj ukvarjal s svobodo, saj ga je k temu vzpodbudila izkušnja s suženjstvom in dejstvo, da je bil invalid. Svobodnega človeka Epiktet opredeli kot človeka, ki živi kakor hoče in ga od misli in želja ne more odvrniti niti nasilje. V povezavi s tem je razdelil stvari na tiste, ki so odvisne od nas, kot so mišljenje, odločanje, razum in na tiste, ki so neodvisne od nas, telo, lastnina, ugled, moč. Odvisne od nas so po naravi svobodne in so pogoj za človekovo svobodo. Epiktet se je ukvarjal tudi z razumom, vse presoje naj bi izhajale iz razumne presoje, torej hladno in brezčutno, saj si s tem človek prihrani razne nevšečnosti. Tudi smrt ni sama po sebi nič strašnega, le naša presoja jo lahko naredi strašno. Po njegovi filozofiji mora človek na splošno sprejeti stvari takšne kot so in je lahko srečen v kateremkoli času živi.
Epiktet, kot Sokrat, ki je bil njegov veliki vzor, ni hotel ničesar zapisati, zato se je njegova filozofija ohranila predvsem zaradi njegovega učenca Arijana, ki je zapiske z njegovih predavanj objavil kot Razprave (gr. Διατριβαί, Diatribai). Arijan se je trudil čim bolj dobesedno zapisati njegove govore in jih imeti kot lasten spomin na njegove misli. Razprave obsegajo štiri knjige, od originalnih osmih. Tiste odlomke, ki jih je smatral za najpomembnejše in najbolj uporabne je objavil še v Priročniku (gr. Ἐγχειρίδιον, Enkheirídion). Gre za zelo kratek in enostaven tekst, ki zavzema okoli 20 tiskanih strani.

## Citati
- »Človek ne more škodovati človeku, temveč mu lahko škodijo ali koristijo samo njegova lastna dejanja.«
- »Dejstvo je, da nevednež dolži druge za svoje neuspehe; človek, ki se je začel učiti, obtožuje samega sebe; poučen človek pa ne dolži drugih in ne sebe.«
- »Če sem nesrečen, je varen pristan smrt. Tako ni v življenju ničesar težkega. Kadar hočeš, izstopiš in dim te več ne moti.«

## Vpliv
Epiktet je bil suženj, vendar je imel ne glede na to velik vpliv na številne pomembne osebe. V svoji filozofski šoli v Grčiji je imel mnogo učencev, kjer jim je na živ in neposreden način, s primeri iz vsakdanjega življenja skušal približati filozofijo. Velik vpliv je imel na rimskega cesarja Mark Avrelij, avtor Meditacij, v slovenščino prevedenih kot Dnevnik cesarja Marka Avrelija (gr. Τὰ εἰς ἑαυτόν, Ta eis heauton). Obširnejši komentar Priročnika je napisal en zadnjih poganskih novoplatonističnih filozofov Simplikij. Sentence iz omenjenega dela so pustile številne vplive tudi v literaturi.